# Liceo classico statale Umberto I
Il liceo classico "Umberto I" è uno storico liceo classico del quartiere Chiaia di Napoli. Vi hanno studiato numerose personalità importanti a livello nazionale.

## Storia
Il Regio Liceo di Napoli venne istituito con R.D. del 9 maggio 1862 e intitolato al Principe di Piemonte nel 1864. Primo preside dell'istituto fu il prof. Raffaele d'Ambra, storico e studioso di topografia, il quale aprì il ginnasio inferiore nel dicembre del 1862 a vico Sant'Agostino Maggiore; tale sede, già nel gennaio del 1864, a causa dell'aumento delle iscrizioni (e delle classi), si rivelò troppo angusta e fu abbandonata per il più spazioso ex-convento delle Crocelle ai Mannesi.
Dall'anno scolastico 1864-65 la scuola ebbe la quinta classe ginnasiale e in quello successivo fu aperto il primo corso liceale. Nel 1866 venne nominato secondo preside dell'istituto il prof. Filippo Patella. Nel 1867 cominciò a funzionare l'intero ginnasio-liceo e, ben presto, si avvertì l'esigenza di locali più rispondenti alle esigenze di allievi e docenti, per cui, nel 1911, l'istituto si trasferì nell'edificio dell'ex-collegio degli Scolopi, al Vico Santa Maria Apparente.
La sede definitiva, presso l'ex caserma di San Pasquale a Chiaia, è stata concessa al liceo dal Comune di Napoli nel 1948, ma cominciò ad essere progressivamente occupata dalle classi liceali fin dal 1933. Nel frattempo, infatti, il liceo si era già stanziato nelle vicinanze fin dal 1918, in una struttura di Via G. Fiorelli, che, però, dato il suo carattere residenziale, aveva procurato notevoli disagi; a Santa Maria Apparente, però, erano rimaste le classi ginnasiali, che sarebbero state trasferite solo nel 1943, in seguito ai bombardamenti alleati che lesionarono il loro edificio.

## Strutture
La scuola possiede un laboratorio scientifico, una sala di proiezione ed altre sale polifunzionali, due aule multimediali, una biblioteca e un archivio, tre palestre con annessi spogliatoi. Al terzo piano dell'istituto vi è un'aula intitolata al Presidente della Repubblica Giorgio Napolitano, ex studente del liceo partenopeo.